# Хинчин, Лия Яковлевна
Лия Яковлевна Хинчин (18 апреля 1914 года, с. Искорость, Овручский уезд, Житомирская губерния — 14 октября 1988 года, Ростов-на-Дону) — музыковед, музыкальный педагог, музыковед, профессор (1977). Член Ростовского союза композиторов.

## Биография
Родилась 18 апреля 1914 года в местечке Коростень Житомирской губернии в семье служащего.
С началом Первой мировой войны, в августе 1914 года? после серии поражений русской армии, евреев стали обвинять в шпионаже в пользу немцев, начались еврейские погромы. Родители с грудным ребенком на руках бежали в город Коростень. В 1919 году семья, спасаясь от новых погромов, уехала в Киев. С шести лет девочка училась в музыкальной школе. После окончания музыкальной школы училась в музыкальном техникуме у преподавательницы Надежды Марковны Гольденберг. В годы учебы Лия Яковлевна начала давать частные уроки по теории музыки.
В 1938 году Лия Яковлевна окончила историко-теоретический факультет Киевской консерваторию по специальности «музыковедение». В 1938—1941 годах училась в аспирантуре при Киевской консерватории (ныне Национальная музыкальная академия Украины имени П. И. Чайковского), её педагогом был профессор Андрей Васильевич Ольховский (1899—1969). В 1941 году защитила диссертацию на степень кандидата искусствоведения. Тема диссертации — «Целостность как основа симфонизма».
В годы Великой Отечественной войны работала в Куйбышевской филармонии. В Куйбышев переехала в августе 1941 года вместе с мужем, Н. И. Эбиным, которого эвакуировали вместе с заводом, на котором он работал.
После войны вернулась в Киев и с 1945 года Лия Яковлевна заведовала кафедрой истории музыки Киевской консерватории.
В 1949 году музыкальная интеллигенция в стране подвергалась гонениям. О творчестве Хинчиной писали: «жалкое убожество мысли», «черствое перо», «все рассматривает рыбьими глазами», «тарабарский язык», «вредная писанина». 5 марта 1949 года она была уволена из консерватории и с новым мужем, Александром Павловичем Здановичем, уехала в Саратов.
В 1949—1957 годах преподавала на кафедре истории музыки Саратовской государственной консерватории имени Л. В. Собинова. В 1956 году открылась консерватория в Новосибирске. Ее директор, Н. Ф. Орлов пригласил Хинчин на работу на должность зав. кафедрой истории музыки. С 1957 года Лия Яковлевна заведовала этой кафедрой в Новосибирской государственной консерватории имени М. И. Глинки. В 1960 году в консерватории поменялся директор, в коллективе консерватории начались трения и Лия Яковлевна уехала в Ростов-на-Дону. В 1967—1988 годах преподавала в Ростовском музыкально-педагогическом институте (ныне Ростовская государственная консерватория имени С. В. Рахманинова). В 1974 году стала заведующей кафедрой истории музыки, а с 1977 года — профессор Ростовского музыкально-педагогического института. В Ростове-на-Дону она проработала до конца жизни.
Учениками Л. Я. Хинчин были народный артист СССР В. Егудин, народный артист РФ Борис Федотович Мазун, доктор искусствоведения, заслуженный деятель искусств РФ, профессор А. Цукер, доктор искусствоведения, профессор А. Селицкий, народный артист России А. Ненадовский, народная артистка Украины С. Добронравова, заслуженные артисты
России Н. Майборода, В. Мостицкий, заслуженный артист Украины А. Басалаев и др.
Скончалась 14 октября 1988 года в Ростове-на-Дону, похоронена на Северном кладбище на Аллее почетных граждан города.

## Память
В апреле 2014 года в Ростовской государственной консерватории им. С. В. Рахманинова прошла международная научная конференция «Проблемы истории и эстетики музыки», посвященная 100-летию со дня рождения Лии Яковлевны Хинчин.

## Труды
Лия Яковлевна Хинчин является автором около 20 научных работ по вопросам оперной драматургии, истории русской музыки XIX—XX веков, включая монографию «П. И. Чайковский» (1940).
- Драматургия «Пиковой Дамы» Чайковского [на укр. яз.] // Радянська музика. 1939. № 4.
- Некоторые особенности музыкального языка Чайковского [на укр. яз.] // Радянська музика. 1940. № 2.
- Героическая увертюра В. С. Косенко [на укр. яз.] // Радянська музика. 1940. № 5.
- Музыкальная жизнь Саратова // Сов. музыка. 1954. № 12.
- Исследование [Б. С. Штейнпресса] об Алябьеве // Сибирские огни. 1958. № 5.
- Письмо из Новосибирска // Сов. музыка. 1958. № 5.
- Опера Кабалевского «Семья Тараса» как образец музыкальной драмы // Научно-методические записки Новосибирская. гос. консерватории им. М. И. Глинки. Вып. 1. Новосибирск, 1958.
- К вопросу становления метода симфонического мышления в европейской опере XVIII века // Вопросы эстетики и музыкознания: Науч.-метод. зап. Новосиб. гос. консерватории им. М. И. Глинки. Вып. 4. Новосибирск, 1968.
- Принципы инструментального обобщения в советской песенной опере // Теоретические вопросы вокальной музыки: Сб. тр. (межвуз.) Вып. 44. М., 1979.